# Reinhard Kluge (Archivar)
Reinhard Kluge (* 11. Juli 1933 in Dresden) ist ein deutscher Archivar und Historiker. Er war Hochschullehrer und von 1965 bis 1990 stellvertretender Leiter der Staatlichen Archivverwaltung im Ministerium für Inneres der Deutschen Demokratischen Republik, aus der das Zentrale Archivamt der DDR hervorging.

## Leben
Nach dem Schulbesuch studierte Kluge ab 1952 an der Karl-Marx-Universität Leipzig, wo er an der Philosophischen Fakultät am 31. Dezember 1960 zum Dr. phil. promoviert wurde. Das Thema seiner ungedruckt gebliebenen Dissertation lautete: Fürst, Kammer und Geheimer Rat in Kursachsen von der Mitte des 16. bis zum Beginn des 18. Jahrhunderts. 1956/57 war er am Institut für Archivwissenschaft in Potsdam, 1958 am Landeshauptarchiv Dresden und von 1960 bis 1963 bei der Staatliche Archivverwaltung der DDR beschäftigt. Anschließend war er am Hauptstaatsarchiv Dresden tätig und leitete dort 1964/65 die Abteilung Kapitalismus. Kluge erhielt eine Professur an der Akademie für Staats- und Rechtswissenschaften der DDR und fungierte von 1965 bis 1990 als stellvertretender Leiter der Staatlichen Archivverwaltung unter Roland Leipold und Günter Herzog.
An der Humboldt-Universität zu Berlin gab er von 1972 bis 1990 Lehrveranstaltungen für Direkt- und Fernstudenten des von Botho Brachmann geleiteten Fachbereichs Archivwissenschaft der Sektion Geschichte, dem früheren Institut für Archivwesen.
Später beteiligte er sich an der Herausgabe sämtlicher Werke von Johann Wolfgang von Goethe im Deutschen Klassiker-Verlag in Berlin. In Rechenberg-Bienenmühle im Erzgebirge setzte er sich zur Ruhe.
Kluge war Mitglied der SED und ist heute Mitglied des Ortsverbandes der Partei Die Linke in Brand-Erbisdorf.

## Schriften
- (mit Rolf Rasmussen): Aktenplan. Notwendigkeit, Aufbau, Anwendung. Berlin, Staatsverlag der DDR 1982.
- Probleme und Aufgaben des staatlichen Archivwesens in der revolutionären Erneuerung der Gesellschaft der DDR. In: Archivmitteilungen 40 (1990) 1, S. 5–8.
- Der Staatliche Archivfonds der DDR – Entwicklung und Probleme. In: Archivmitteilungen 40 (1990) 5, S. 162–165.
- (Hrsg.) Johann Wolfgang von Goethe: Sämtliche Werke, Briefe, Tagebücher und Gespräche. Abt. 1, Bd. 26: Amtliche Schriften. 1., Geheimes Consilium und andere bis zur Italienreise übernommene Aufgabengebiete. Berlin, Deutscher Klassiker-Verlag 1998.
- (Hrsg.) Johann Wolfgang von Goethe: Sämtliche Werke, Briefe, Tagebücher und Gespräche. Kommentar und Register. Berlin, Deutscher Klassiker-Verlag 2011.